# Hybrid WorkSpace
Hybrid WorkSpace est un laboratoire multimédia temporaire qui était installé à l'Orangerie de Kassel lors de la documenta X de 1997.   

## Concept
Le concept d'Hybrid WorkSpace est signé par Eike Becker, Geert Lovink/Pit Schultz, Micz Flor, Thorsten Schilling, Heike Föll, Moniteurs, Thomax Kaulmann et d'autres. Il a été initié par Catherine David, Klaus Biesenbach, Hans Ulrich Obrist et Nancy Spector.    

## Histoire
Onze groupes ont été conviés à l'espace de travail hybride de la documenta, chacun d'entre eux ayant travaillé sur un sujet de son choix pendant dix jours. 
L'Orangerie a été transformée en un studio multimédia ouvert. La tâche de ce studio multimédia était de créer, collecter, sélectionner, lier, reprendre et diffuser l'information. Le sujet portait principalement sur des questions sociales, politiques et culturelles. Hybrid WorkSpace a permis de commenter, d'interviewer, de discuter et de présenter les objets de données résultants. La distribution à l'extérieur de l'Orangerie s'effectue par le biais de la presse, d'Internet et d'émissions de radio. L'Hybrid WorkSpace a combiné les matériaux apportés de l'extérieur avec ceux existants. Des participants géographiquement éloignés ont ainsi pu prendre part au débat. 
Le concept Hybrid WorkSpace est poursuivi en 1998 à la Biennale de Berlin.